# Szymon Wiszniewski
Szymon Edward Wiszniewski (Wiśniewski) herbu Trzaska (1760-1834) – senator-kasztelan Królestwa Polskiego (1825-1826), podkomorzy preński w latach 1792–1794, podstarości kowieński w latach 1790–1792, pisarz grodzki kowieński w latach 1784–1790, sędzia grodzki kowieński w latach 1783–1784, członek Rady Najwyższej Rządowej Litewskiej, komisarz Komisji Porządkowej Cywilno-Wojskowej województwa trockiego powiatu kowieńskiego w 1790 roku.

## Życiorys
Szymon Edward Wiszniewski urodził się w 1760 w polskiej rodzinie szlacheckiej Wiszniewskich (Wiśniewskich) herbu Trzaska, wywodzącej się z Mazowsza a osiadłej na Litwie, jako syn Stefana pisarza grodzkiego kowieńskiego. W okresie Rzeczypospolitej był podstarościm kowieńskim (1792) i starostą krownickim, a w Królestwie kongresowym pełnił funkcję prezesa Sądu Apelacyjnego i od 1825 sensencjonariusza Sądu Najwyższej Instancji i Kasztelani Królestwa. Był kawalerem orderu św.Stanisława I klasy.

Podczas insurekcji kościuszkowskiej wchodził w skład Rady Najwyższej Rządowej Litewskiej, senator-kasztelan (1825-1826) Królestwa Polskiego. Jako senator podpisał 25 stycznia 1831 roku akt detronizacji Mikołaja I Romanowa. 
Szymon Wiszniewski ożenił się z Anielą z Middeltonów, z tego związku dwoje dzieci:
- syn Józef – deputowany na sejm Królestwa Polskiego.
- córka Anna Magdalena – żona Wincentego Rola-Gawrońskiego, posła na sejm kongresowy.

Zmarł 27 czerwca 1834.